# Javier Sotomayor
Javier Sotomayor (Matanzas, 13 de outubro de 1967) é um ex-atleta cubano especialista na prova de salto em altura.
É considerado um dos maiores saltadores em altura de todos os tempos. Campeão dos jogos olímpicos de 1992 e vice-campeão nos Jogos de Sydney. Também foi campeão mundial de atletismo em 1993 e em 1997. Foi medalha de prata em 1991 e em 1995. Foi campeão em três edições dos Jogos Pan-americanos e em outras três dos Jogos Centroamericanos e do Caribe. O seu número de medalhas poderia ter sido maior se Cuba tivesse participado das olimpíadas de 1984 e 1988.
É o atual recordista mundial da prova, detendo tanto o recorde outdoor (ao ar livre) quanto o indoor (pistas cobertas).
- Recorde mundial outdoor: 2m45, obtido em 27 de fevereiro de 1993;
- Recorde mundial indoor: 2m43, obtido em 4 de março de 1989.

Em 1999, sofre a maior desilusão de sua carreira: é suspenso por dois anos de participar de competições pois as análises antidoping realizadas nos Jogos Pan-americanos de 1999 acusaram a presença de cocaína.
Encerrou sua carreira aos 34 anos. Recebeu o Prémio Príncipe das Astúrias em 2003.

## Altura dos saltos mais altos em cada ano
| Ano        | 1983 | 1984 | 1985 | 1986 | 1987 | 1988 | 1989 | 1990 | 1991 | 1992 | 1993 | 1994 | 1995 |
| ---------- | ---- | ---- | ---- | ---- | ---- | ---- | ---- | ---- | ---- | ---- | ---- | ---- | ---- |
| Medida (m) | 2,17 | 2,33 | 2,34 | 2,36 | 2,37 | 2,43 | 2,44 | 2,36 | 2,40 | 2,36 | 2,45 | 2,42 | 2,41 |

| Ano        | 1996 | 1997 | 1998 | 1999 | 2000 | 2001 |
| ---------- | ---- | ---- | ---- | ---- | ---- | ---- |
| Medida (m) | 2,33 | 2,37 | 2,37 | 2,34 | 2,32 | 2,30 |